# 泰尼斯基花園
泰尼斯基花園（俄语：Тайницкий сад）是位於俄羅斯首都莫斯科克里姆林宮內的一個花園。泰尼斯基花園這一名稱來自於莫斯科克里姆林宮城牆的泰尼斯基塔。現在泰尼斯基花園作為克里姆林宮的一部分被列入世界文化遺產。